# Sunius cursor
Sunius cursor – gatunek chrząszcza z rodziny kusakowatych i podrodziny żarlinków (Paederinae).
Gatunek ten opisany został w 2011 roku przez Volkera Assinga na podstawie dwóch okazów samców.
Chrząszcz o ciele długości od 3,1 do 3,4 mm, ubarwionym ciemnobrązowo (odwłok może być jeszcze ciemniejszy) z jasnorudymi czułkami i żółtawymi odnóżami. Głowa poprzeczna, z przodu punktowana grubo i umiarkowanie rzadko, z tyłu zaś bardzo delikatnie i silnie rozproszenie. Oczy duże, znacznie dłuższe niż część głowy za nimi. Przedplecze nieco węższe od głowy i mniej więcej tak szerokie jak długie. Pokrywy długości od 0,55 do 0,66 długości przedplecza, ku tyłowi silnie rozszerzone. Tylne skrzydła całkiem zredukowane. Odwłok wyraźnie szerszy od pokryw, pozbawiony palisady włosków na siódmym tergicie. Samiec ma siódmy sternit lekko wklęsły na tylnym brzegu, ósmy sternit z dość małym, V-kształtnym wycięciem na tylnym brzegu oraz edeagus bez zesklerotyzowanych struktur wewnętrznych i o smukłym wyrostku brzusznym.
Owad znany wyłącznie z dwóch stanowisk: nepalskiego dystryktu Ilam oraz miejsca przy granicy dystryktów Dhading i Gorkha; podawany z wysokości 1300–1800 m n.p.m.